# Austwell
Austwell – miasto w Stanach Zjednoczonych, w stanie Teksas, w hrabstwie Refugio.